# Йодлув (Любуське воєводство)
Йодлув (пол. Jodłów) — село в Польщі, у гміні Нова Суль Новосольського повіту Любуського воєводства.
Населення — 67 осіб (2011).
У 1975-1998 роках село належало до Зеленогурського воєводства.

## Демографія
Демографічна структура станом на 31 березня 2011 року:
|          | Загалом | Допрацездатний вік | Працездатний вік | Постпрацездатний вік |
| -------- | ------- | ------------------ | ---------------- | -------------------- |
| Чоловіки | 31      | 7                  | 22               | 2                    |
| Жінки    | 36      | 9                  | 17               | 10                   |
| Разом    | 67      | 16                 | 39               | 12                   |